# Hellmut von Gerlach

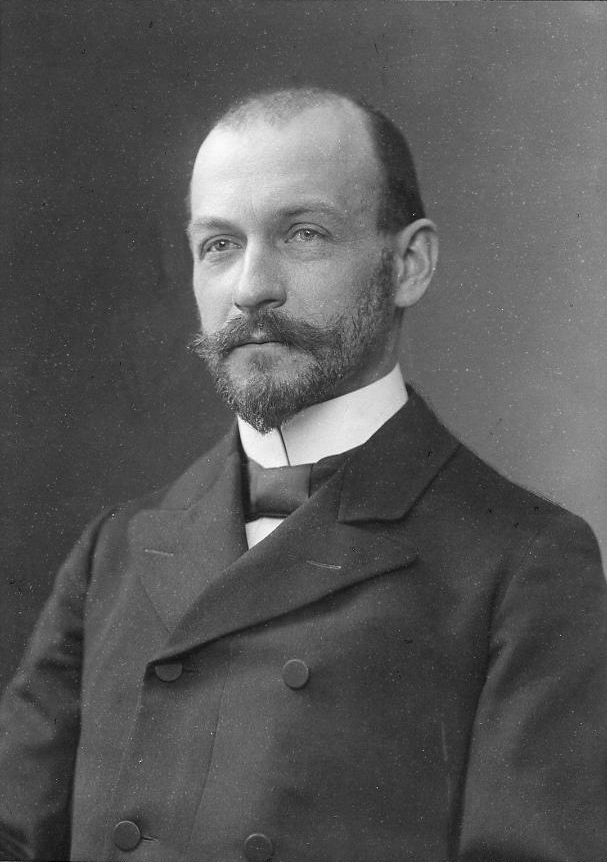
Hellmut von Gerlach (1866-1935)

Hellmut von Gerlach (ur. 2 lutego 1866 w Moczydlnicy Klasztornej, zm. 1 sierpnia 1935 w Paryżu), niemiecki dziennikarz i polityk.

## Życiorys
Był synem posiadacza ziemskiego Maxa von Gerlacha. Urodził się w Mönchmotschelnitz (miejscowość ta to dzisiejsza Moczydlnica Klasztorna). Studiował prawo na uniwersytetach w Gandawie, Strasburgu, Lipsku i Berlinie. Był członkiem Związku Studentów Niemieckich. Później zajmował stanowisko w pruskiej służbie cywilnej.
W 1892 odszedł z administracji państwowej, poświęcając się polityce i dziennikarstwie. Blisko mu było do działalności chadeckiego, ale również antysemickiego polityka Adolfa Stoeckera i jego Chrześcijańskiej Partii Socjalnej. Później opuścił to ugrupowanie i przyłączył się do Zgromadzenia Narodowo-Socjalnego (Nationalsozialer Verein) Friedricha Naumanna, przechodząc na bardziej liberalne pozycje ideowe. Od 1892 do 1896 roku pracował jako redaktor chrześcijańsko-socjalnego dziennika „Das Volk”.
W latach 1898–1901, a potem od 1906 roku pracował w berlińskim tygodniku „Die Welt am Montag”. Był członkiem Reichstagu z ramienia partii Naumanna od 1903 do 1907. Później przyłączył się do Unii Wolnomyślicielskiej (Freisinnige Vereinigung), po rozwiązaniu Zgromadzenia Narodowo-Socjalnego. W 1908 był jednym z założycieli Unii Demokratycznej (Demokratische Vereinigung).
W czasie I wojny światowej, Gerlach opowiedział się za światopoglądem pacyfistycznym. Razem z Naumannem był współzałożycielem nowego ugrupowania liberalnego, Niemieckiej Partii Demokratycznej (DDP) w pierwszych latach republiki weimarskiej. Następnie został zastępcą sekretarza stanu w prowincji pruskiej, zajmując się relacjami niemiecko-polskimi. Negocjował z polskimi działaczami niepodległościowymi tuż przed wybuchem powstania wielkopolskiego, odznaczając się przy tym ugodowością i zrozumieniem dla polskiej sytuacji.
W 1919 roku został członkiem Międzynarodowego Stałego Biura Pokoju. Jako dziennikarz zwalczał tych, którzy wciąż pragnęli powrotu monarchii w Niemczech. Pracował także na rzecz poprawy stosunków z Francją, pisząc na ten temat w „Welt am Montag”. W 1922 opuścił DDP, zostając w 1926 prezesem Niemieckiej Ligi Praw Człowieka (Deutsche Liga für Menschenrechte).
Gdy Carl von Ossietzky został aresztowany w 1932 roku, Gerlach przejął jego obowiązki w magazynie „Die Weltbühne”. Po przejęciu władzy przez nazistów w 1933 roku, najpierw udał się do Austrii, a później do Francji na zaproszenie tamtejszej Ligi Praw Człowieka (fr. Ligue des droits de l’homme), gdzie dalej pracował na rzecz pokoju i przeciwko reżimowi nazistowskiemu. Zmarł w Paryżu w 1935 roku.

## W kulturze
Jest jednym z bohaterów polskiego serialu historycznego Najdłuższa wojna nowoczesnej Europy w reżyserii Jerzego Sztwiertni. Odtwórcą jego roli był Stanisław Mikulski.